# Pyramide de Pépi Ier
La pyramide de Pépi Ier est une pyramide à textes située à Saqqarah sud en Égypte, au sud-ouest de la pyramide de Djedkarê Isési. La réputation de ce sanctuaire fut telle, que son nom de “Pépi-men-nefer” finirait par désigner toute l’agglomération à l’entour, et par métonymie celui de la capitale même, grécisé en Memphis située plus à l’est en contrebas de la vallée du Nil.
Ouverte pour la première fois en 1880 à la demande d'Auguste Mariette, la chambre funéraire du roi fut atteinte en 1881 par Émile Brugsch qui assura les estampages des textes qui en recouvraient les parois. La pyramide sera fouillée par la suite par le professeur Jean Leclant et Jean-Philippe Lauer puis plus récemment l'ensemble du complexe et ses alentours ont été dégagés par Audran Labrousse, directeur de la mission archéologique française de Saqqarah.

## Le complexe funéraire
Le complexe funéraire de Pépi Ier est constitué d’un temple bas, relié à un temple haut par une chaussée couverte qui pointe vers le nord de la vallée. La chaussée n'est plus visible sauf sur son tracé qui obliquant depuis le temple funéraire, pointe vers le nord-est de la vallée, indiquant l'emplacement perdu du temple d'accueil qui n'a pas été encore retrouvé et dégagé et qu'il convient donc de rechercher sous les cultures qui bordent la ville moderne de Saqqarah.
Le temple funéraire ou temple haut est à présent mieux connu et bien qu’en ruine permet d'identifier clairement sa composition. Il comprend tous les éléments classiques s’inspirant en cela du complexe voisin de Djedkarê Isési. Il se développe sur un axe est-ouest avec une longueur de plus de quatre-vingt-dix mètres pour une largeur en façade de plus de cinquante. La partie d’accueil du temple est très développée partant depuis le débouché de la chaussée à l’est jusqu'au péribole de la pyramide à l’ouest qui contient la partie intime du temple et la pyramide-satellite du complexe. Une fois sorti du long couloir formé par la chaussée ascendante on pénétrait dans un premier vestibule distribuant au nord et au sud deux pièces annexes occupant toute la largeur de l'édifice. Par le côté ouest du vestibule, on accédait à un grand corridor, la Chambre des Grands dont les parois étaient décorées de scènes représentant la famille royale et les courtisans du royaume s'avançant vers le roi divinisé et qui ouvrait sur une grande cour à portiques soutenus par dix-huit piliers. De cette cour cérémonielle destinée à la présentation des offrandes et aux rites de purification d'usage on accédait à la partie intime du temple qui contenait outre la salle à cinq niches qui abritait les statues du culte, une salle oblongue située juste derrière et jouxtant la face orientale de la pyramide. C'est dans cette salle que se trouvait la stèle fausse porte du sanctuaire qui a été retrouvée dans les décombres du temple et redressée à la place qu'elle occupait originellement. 
De part et d'autre de cet ensemble se trouvaient des magasins disposés en dents de peigne et enserrant la totalité du temple. Ces magasins étaient destinés à conserver les offrandes une fois purifiées dans la grande cour ainsi que tout le matériel de culte. Ils prennent ici une ampleur importante et occupent la plupart de l'espace du temple funéraire.
Le péribole de la pyramide est délimité par un mur d'enceinte encadrant la pyramide royale et s'arrêtant au niveau du temple funéraire. Il est conservé dans sa partie sud sur ses quatre premières assises et sur une longueur de quarante mètres et accusait un fruit de quatre à cinq degrés. Il était couronné par un parapet arrondi et son élévation est restituée à environ sept mètres de hauteur pour une épaisseur à sa base d'un peu plus de quatre mètres. Des blocs de ses assises hautes ont pu être retrouvés sur place, abandonnés là par les carriers, et présentent une décoration inédite et sans précédent pour un complexe pyramidal de l'Ancien Empire. Constituée d'une frise de grands hiéroglyphes gravés en relief dans le creux, interrompue par des panneaux d'angles développant la titulature royale, elle courait sur toute la longueur du mur d'enceinte et se poursuivait sur celui du temple haut. 
Le péribole dispose également de canalisations des eaux très développées, aménagées dans le dallage tout autour de la pyramide. Ce dallage présente en effet une légère pente qui converge vers des bassins où des petits récipients d'où partent des rigoles qui le traversant et passant au-dessous du mur d'enceinte déversaient les eaux à l'extérieur dans des puits perdus. Ce dispositif de recueil et d'écoulement des eaux de ruissellement est interprété comme ayant tout à la fois une fonction utilitaire et rituelle.
Au sud-est du péribole se trouve la pyramide-satellite enfermée dans sa propre enceinte. Elle a conservé une partie de son revêtement en calcaire de Tourah et comprenait un dispositif souterrain accessible depuis sa face nord, copie anépigraphe, simplifiée et miniature des appartements funéraires du roi.

## La pyramide principale
La pyramide de Pépi Ier n'est plus aujourd'hui qu'une vague colline de pierraille qui émerge à peine des sables de Saqqarah. La technique de construction employée est la même que celle employée pour la pyramide de Téti, père de Pépi Ier. Elle était autrefois composée d'une pyramide à six degrés formant le noyau du monument, que l'on achevait alors en pyramide à faces lisses en la recouvrant d'un parement de calcaire fin de Tourah. Éventrée par les carriers la pyramide ne s'élève aujourd'hui qu'à une dizaine de mètres de hauteur, laissant à ciel ouvert les ruines de ses deux premiers gradins formant son noyau. Les premières assises du parement ont été conservées sur les faces ouest et sud du monument permettant d'apprécier le travail de ravalement et de polissage effectué une fois le monument achevé.
Pour le reste, les proportions sont quasiment les mêmes avec une base carrée de presque soixante-dix-neuf mètres de côtés et une hauteur restituée à un peu plus de cinquante-deux mètres.
Il est remarquable de constater qu'à compter de la fin de la Ve dynastie, avec les règnes de Djedkarê Isési et d'Ounas, les pyramides royales se standardisent tant sur le plan du monument lui-même, que sur celui de ses infrastructures. Le temps des recherches et innovations semble révolu au profit d'une stabilité voire d'un apogée dans la conception du complexe pyramidal égyptien.
Les infrastructures étaient accessibles depuis la face nord de la pyramide. L'accès était masqué en dessous du dallage d'une chapelle édifiée contre la face de la pyramide et qui en plan rappelle le signe hiéroglyphique per. Un certain nombre de vestiges de la décoration de cette chapelle ont été mis au jour dans les déblais qui l'entouraient ou la recouvraient et permettent de restituer un programme iconographique comparable à celui du sanctuaire du temple funéraire. Ici les scènes forment une sorte de résumé, de synthèse de celles qui sont développées dans le temple avec de grandes représentations du défunt assis devant des tables d'offrandes richement pourvues devant lesquelles des files de porteurs s'avancent pour rendre hommage au roi. Au fond de la chapelle se trouvait une stèle fausse porte encadrée de tableaux représentant les dieux. 
Les appartements funéraires suivent ici aussi le modèle de la pyramide de Djedkarê Isési et que tous les architectes recopient depuis le règne de ce pharaon à la différence notable que les appartements funéraires sont couverts des textes des pyramides, célèbre corpus théologique dont l'objet principal est d'accompagner et d'aider le roi dans sa renaissance après la mort. Comme pour l'exemple de Téti, ces textes sont gravés sur les parois et peints dans une couleur verte sur un fond blanc.
La descenderie s'ouvre donc devant la face nord de la pyramide et s'enfonce dans le plateau rocheux vers un corridor suivi d'un premier couloir horizontal qui est barré par une chambre des herses munies de trois porticuli de granite. Une fois franchi cet obstacle, censé sceller la tombe royale, le couloir reprend pour aboutir à l'antichambre distribuant le serdâb et la chambre funéraire. L'ensemble est axé est-ouest et situé sous l'apex de la pyramide, le caveau royal se trouvant comme il se doit dans la partie occidentale de la tombe. Les chambres sont couvertes d'une imposante voûte de monolithes disposés en chevrons dont l'intrados est peint en bleu et couvert d'étoiles dorées.
Dans la chambre funéraire, a été retrouvé le sarcophage de Pépi Ier, éventré par les pillards qui ne laissèrent presque rien du mobilier qui meublait la sépulture royale en dehors d'une semelle de sandale royale et de quelques feuilles d'or arrachées à un élément inconnu du viatique funéraire ainsi que des fragments d'un pagne royal en lin fin. La cuve du sarcophage de Pépi Ier a été taillée dans un bloc monolithe de grauwacke, et présente des irrégularités de taille et de finition qui sont troublantes pour l'exécution d'un sarcophage royal. Il comportait sur sa face est une inscription en relief qui possédait encore des traces d'une dorure. Le coffre à canopes avec son couvercle sont intacts et également taillés dans un bloc de granit noir et sont eux en revanche d'une finition irréprochable. Trois fragments en albâtre d'un des vases canopes ont été retrouvés à proximité ainsi que la totalité du contenu de l'un, enveloppé dans des bandelettes et qui a conservé la forme générale du vase qui le contenait.

## La nécropole dePépiIer
Au sud de cet ensemble, les travaux récents de la mission archéologique française de Saqqarah ont mis au jour pas moins de huit pyramides de reines toutes dotées d’un ensemble cultuel indépendant. Ces véritables complexes pyramidaux miniatures présentent, pour ceux qui ont été patiemment fouillés, tous les éléments nécessaires au culte funéraire de ces épouses du roi, et s'ouvrent sur une véritable rue de pyramides longeant le mur sud du péribole de la pyramide de Pépi.
Ainsi huit pyramides de reines ont pu donc être identifiées : 
- la pyramide d'Ânkhésenpépi II, déjà célèbre et connue pour être la mère de Pépi II ;
- la pyramide de Noubounet, inconnue jusque-là ;
- la pyramide d'Inenek Inti, également inconnue jusqu'à cette découverte et qui semble avoir eu une certaine importance au vu des vestiges de son complexe pyramidal ;
- la pyramide de l'Ouest, appartenant à une reine dont le nom est perdue ;
- la pyramide de Méhaa, inconnue jusque-là ;
- la pyramide de Mérititès II, inconnue jusque-là, nouvelle parente de Pépi Ier, qui a été l'épouse d'un pharaon portant lui aussi le nom de Néferkarê, probablement  Pépi II;
- la pyramide d'Ânkhésenpépi III, fille inconnue de Mérenrê Ier et épouse de Pépi II ;
- la pyramide, de Béhénou, inconnue jusque-là, épouse soit de Pépi Ier soit de Pépi II.

S'ajoutent trois autres pyramides ou tombeaux :
- le tombeau du prince royal Horneterikhet, fils de Pépi Ier et de Méhaa ;
- la pyramide plus tardive (fin XIe ou début XIIe dynastie) du Chef des scelleurs Rêhérychefnakht ;
- le petit tombeau de la prêtresse d'Hathor nommée Ânkhésen, situé sous le complexe de la pyramide d'Ânkhésenpépi III.